# آيت ايزو (حصيا)
آيت ايزو هي إحدى مشيخات المملكة المغربية، تتبع جغرافيا لإقليم تنغير وإداريًا لحصيا. يقدر عدد سكانها بـ 2878 نسمة حسب الإحصاء الرسمي للسكان والسكنى لسنة 2004.